# Stosunki polsko-mongolskie

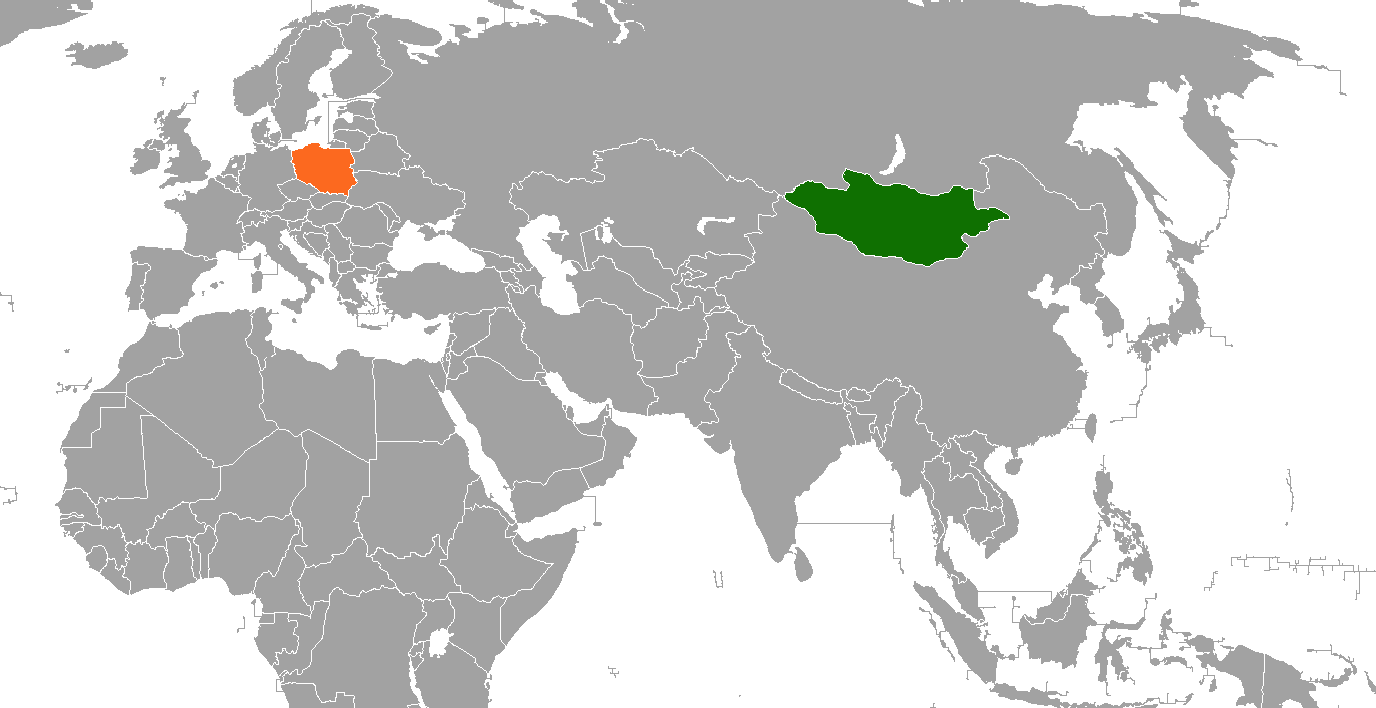
Położenie Polski i Mongolii na mapie

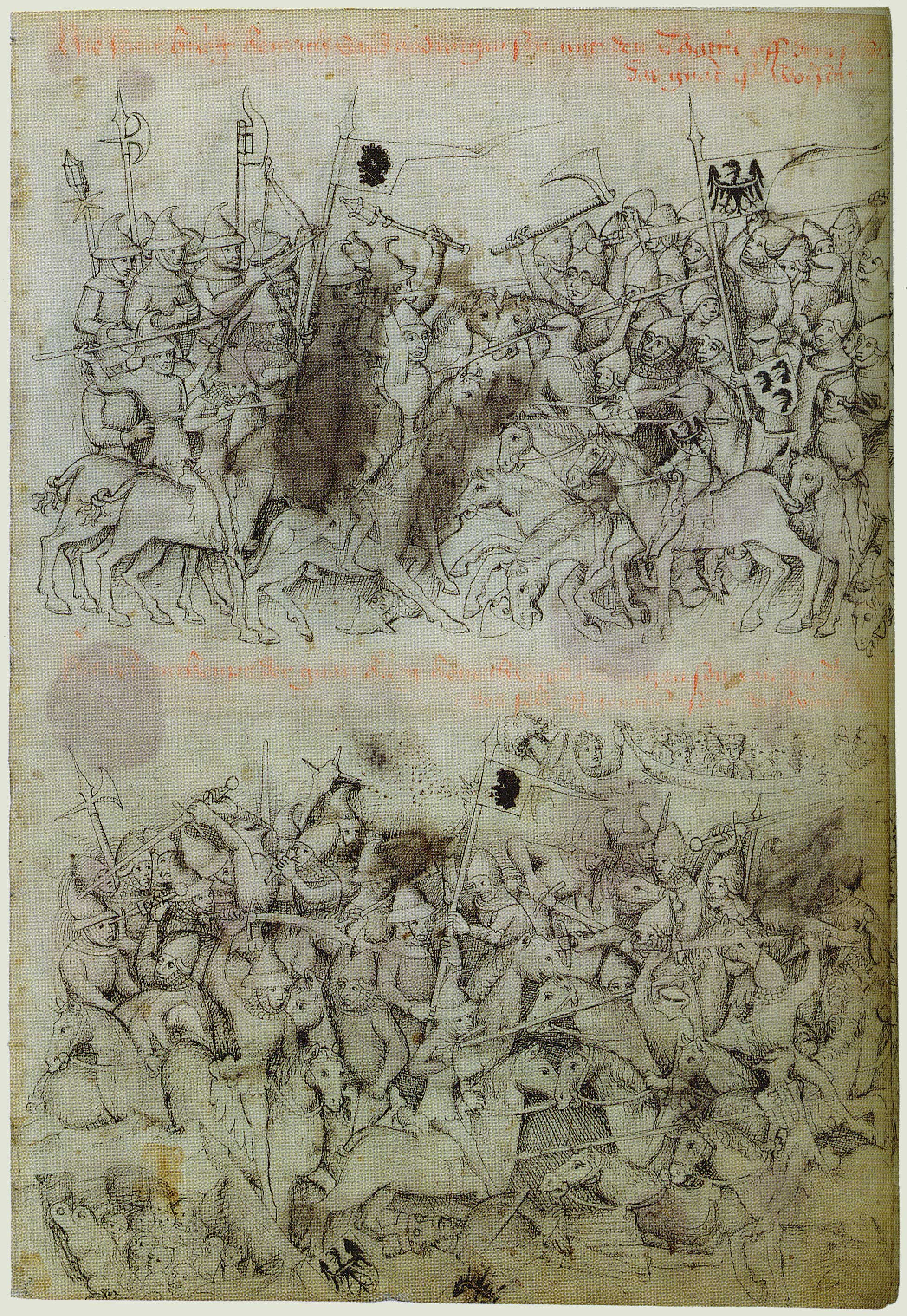
Bitwa pod Legnicą (1241)

Stosunki polsko-mongolskie (mong. Монгол-Польшийн харилцаа) – stosunki międzynarodowe łączące Polskę i Mongolię od 14 kwietnia 1950 roku. Polska jest 5. krajem, z jakim Mongolia nawiązała stosunki dyplomatyczne.

## Historia
W XIII wieku Imperium Mongolskie zorganizowało 3 najazdy na Polskę, co spowodowało spowolnienie jednoczenia się Państwa Polskiego po rozbiciu dzielnicowym i dewastację terenów Dolnego Śląska, a w bitwie pod Legnicą w 1241 zginął książę śląski Henryk Pobożny. W latach 1245–1247 Benedykt Polak wziął udział w pierwszej wyprawie Europejczyków do stolicy Imperium Mongolskiego - Karakorum i napisał dwa dzieła o Mongołach - "De Itinere Fratrum Minorum ad Tartaros" i "Historia Tartarorum", w których spisaniu prawdopodobnie pomagał mu C. de Bridia.
Intensywny handel między Polską a Mongolią sięga XIX wieku, gdy ponad połowę eksportu z Rosji do Mongolii stanowiły polskie produkty z Warszawy, Łodzi i Białegostoku w zaborze rosyjskim. Wybuch I wojny światowej przerwał ten handel.
W XX wieku obydwa państwa odzyskały niepodległość.
14 kwietnia 1950 r. Polska Rzeczpospolita Ludowa i Mongolska Republika Ludowa nawiązały stosunki dyplomatyczne.
Na początku lat 90. XX wieku polscy opozycjoniści pomagali Mongolii w organizacji wolnych wyborów parlamentarnych.

## Kultura i nauka
W 1992 roku na Państwowym Uniwersytecie Mongolskim zaczęła funkcjonować polonistyka. Na podstawie Umowy między Rządem RP a Rządem Mongolii o współpracy w dziedzinie kultury, oświaty i nauki z 1999 r. Mongolia co roku wysyła do Polski 22 studentów, a w 2013 roku 800 obywateli mongolskich studiowało w Polsce, postępowali tak też niektórzy mongolscy politycy.
Na pustyni Gobi przez Uniwersytet Wrocławski z m.in. we współpracy z Mongolską Akademią Nauk i Uniwersytetem Edukacyjnym w Ułan Bator prowadzone są badania archeologiczne, które mają na celu rozpoznanie ludzkiej aktywności w epoce plejstocenu i wczesnego holocenu na obszarze otaczającym tzw. Dolinę Krzemienną, która stanowiła w tamtych czasach źródło wysokiej jakości skał krzemionkowych wykorzystywanych do produkcji narzędzi.
W Warszawie funkcjonuje "Stowarzyszenie Polska-Mongolia" i "Stowarzyszenie Mongołów w Polsce.

### Festiwale i wydarzenia
Z okazji 70-lecia nawiązania stosunków dyplomatycznych w Skierniewicach w 2022 roku został zorganizowany Festiwal Kulturalny "Polska-Mongolia bliżej siebie".
Od 2021 roku raz w roku organizowane są "Dni Mongolskie" - w 2021 i 2022 roku w Krakowie, a w 2023 w Jarosławiu.

## Współpraca

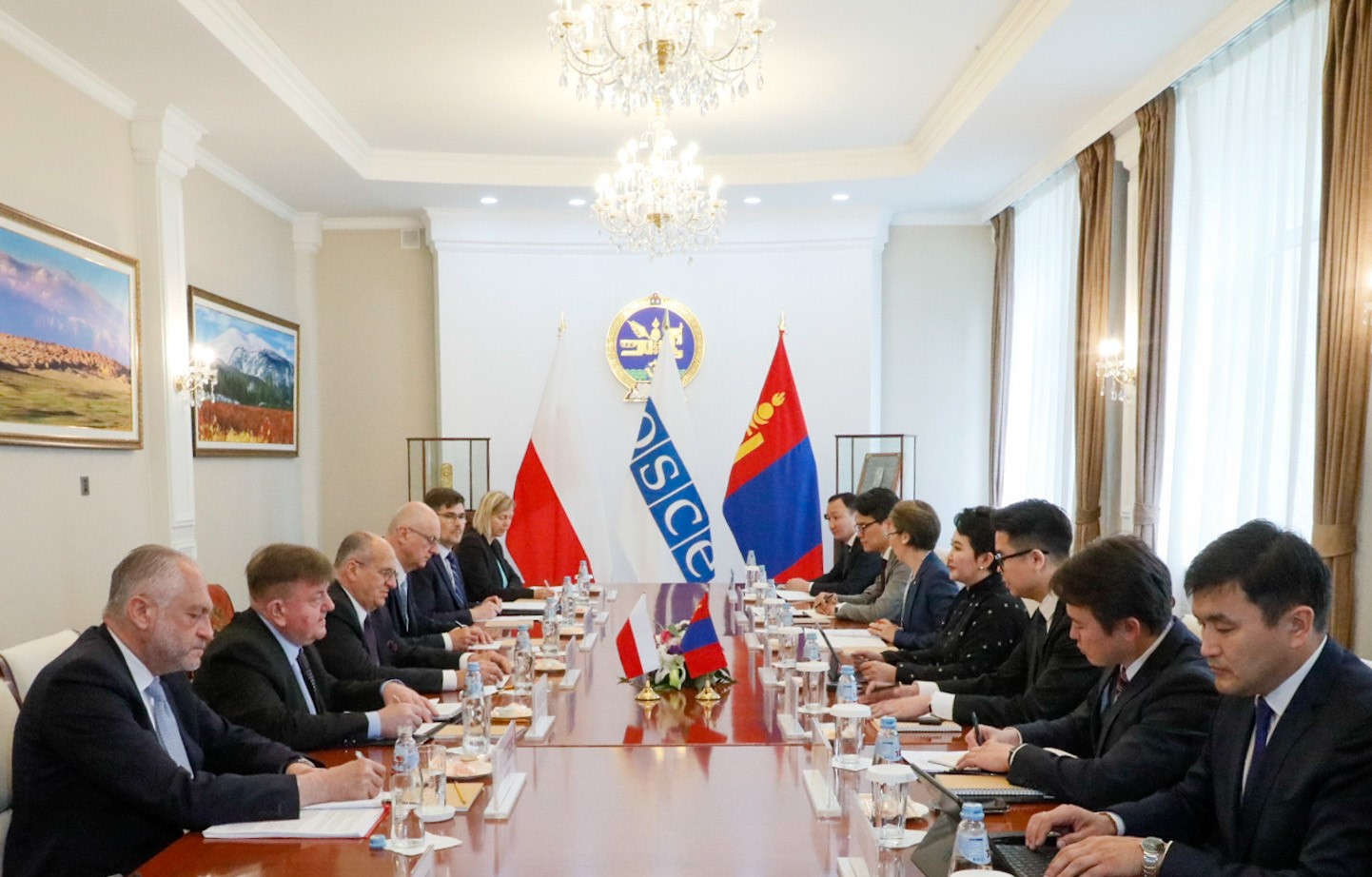
Rau podczas oficjalnej wizyty w Mongolii, którą odbył w ramach podróży do Azji Centralnej w charakterze Przewodniczącego OBWE

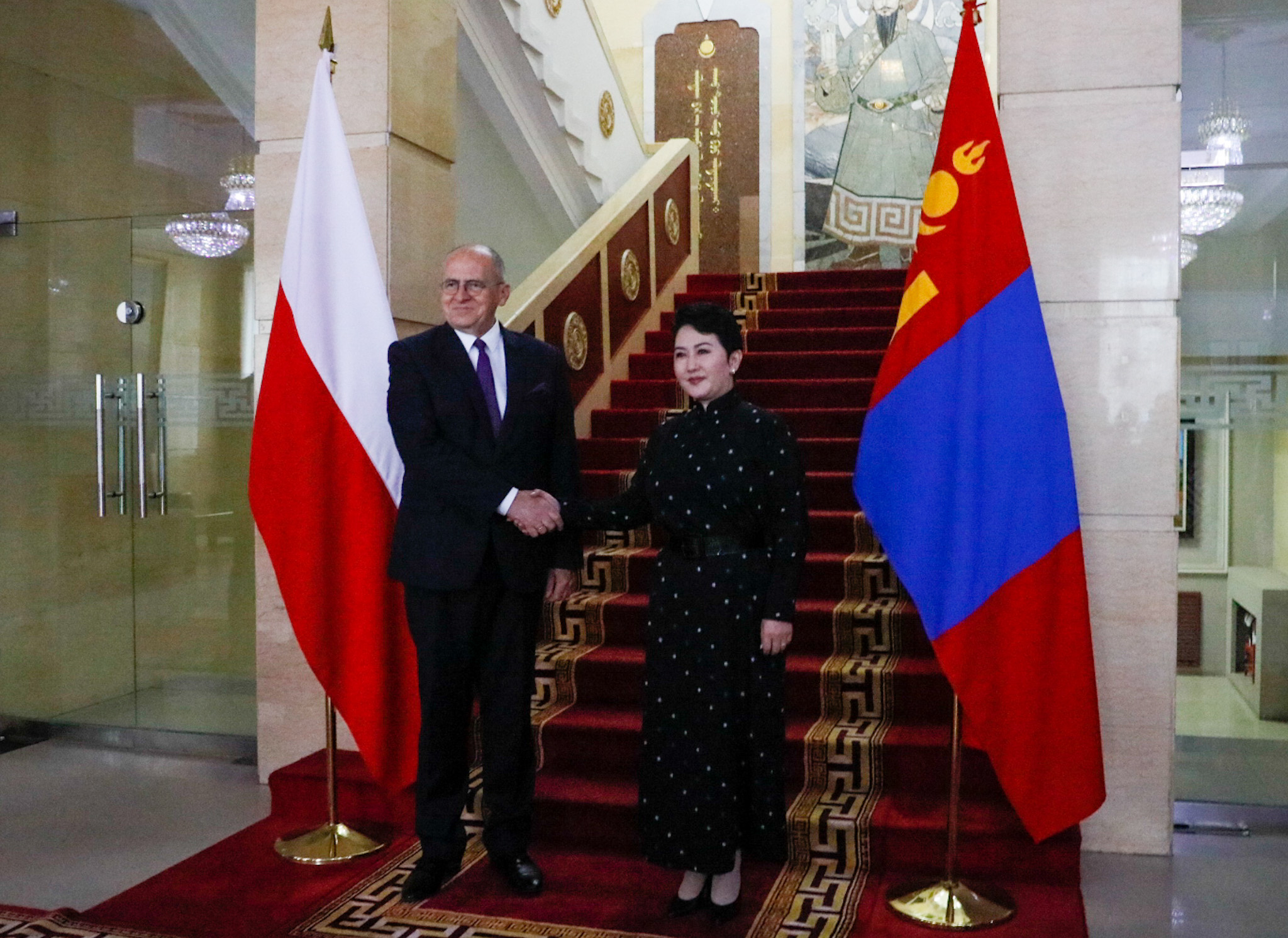
Zbigniew Rau i Batmunkh Battsetseg, ówczesna minister spraw zagranicznych Mongolii, 2022

### Polityczna
5 kwietnia 2022 r. przeprowadzone zostały konsultacje polityczne na szczeblu wiceministrów spraw zagranicznych.
4-6 czerwca 2022 r. z oficjalną wizytą w Ułan Bator przebywał Minister Zbigniew Rau pełniący funkcję urzędującego przewodniczącego OBWE.
Prezydent Andrzej Duda wraz z pierwszą damą Agatą Kornhauser-Dudą w dniach 24–26 kwietnia 2023 złożyli wizytę w Mongolii. W Ułan Bator Prezydent RP rozmawiał na temat rozwoju współpracy gospodarczej oraz sytuacji bezpieczeństwa na świecie. Prezydent wraz z Batmunkh Battsetseg – minister spraw zagranicznych Mongolii – oficjalnie otworzyli polską ambasadę w Ułan Bator.

### Ekonomiczna
W 2022 r. obroty osiągnęły między państwami około 90 mln USD.
Polska jest drugim co do wielkości partnerem handlowym Mongolii spośród wszystkich państw UE, w 2021 towary z Polski stanowiły 1,28% całego importu Mongolii. Łączna wartość polskiego eksportu do Mongolii w latach 2011-2020 przekroczyła 0,5 mld USD, a roczny wzrost w tym okresie utrzymywał się na poziomie 9%. Polskie artykuły spożywcze w Mongolii cieszą się zainteresowaniem.
Największy udział w eksporcie z Polski mają artykuły spożywcze (około 30% eksportu), produkty przemysłu chemicznego lub przemysłów pokrewnych, maszyny i urządzenia mechaniczne, produkty pochodzenia zwierzęcego, produkty pochodzenia roślinnego oraz tworzywa sztuczne.
Od 2013 roku działa Polsko-Mongolska Izba Przemysłowo-Handlowa.

## Pomoc
W ramach programu "Małe Granty" organizowane go przez polskie MSZ w 2022 r. zrealizowano trzy projekty o łącznej wartości 44 tys. euro (wsparcie dla ośrodka dla dzieci prowadzonego przez Caritas Mongolia, wsparcie ośrodka dla osób z zespołem Downa w Ułan Bator oraz wyposażenie pracowni komputerowej w Bayan Sum). Wsparcie było kontynuowane w roku 2023. W zbiórki pieniędzy dla Caritas Mongolia zaangażowała się także Caritas diecezji opolskiej.

## Ambasady, Konsulaty
- Ambasada Mongolii w Warszawie
- Konsulat Generalny Honorowy Mongolii w Krakowie[22][23]
- Ambasada Polski w Ułan Bator
- Konsulat Honorowy RP w Erdenet[8]

Polska Ambasada w Ułan Bator funkcjonowała w latach 1960 - 1995. Została ona przywrócona w 2000 r. i ponownie zamknięta w 2009 r. W latach 2015–2021 w Mongolii akredytowany był ambasador wizytujący z Warszawy. Decyzją ministra spraw zagranicznych RP został powołany konsulat honorowy w mieście Erdenet.

## Galeria

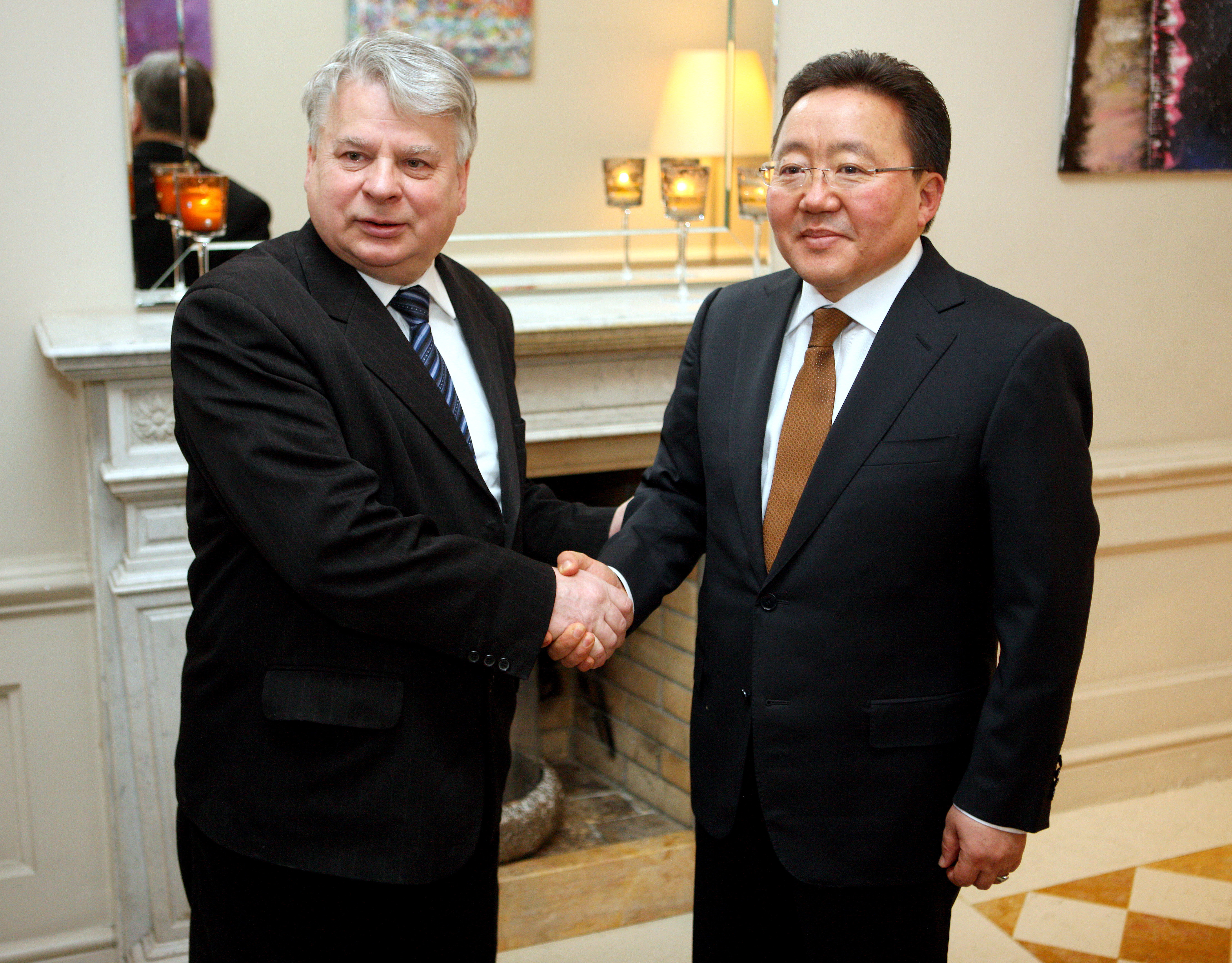
Prezydent Mongolii Cachiagijn Elbegdordż i Marszałek Senatu RP Bogdan Borusewicz
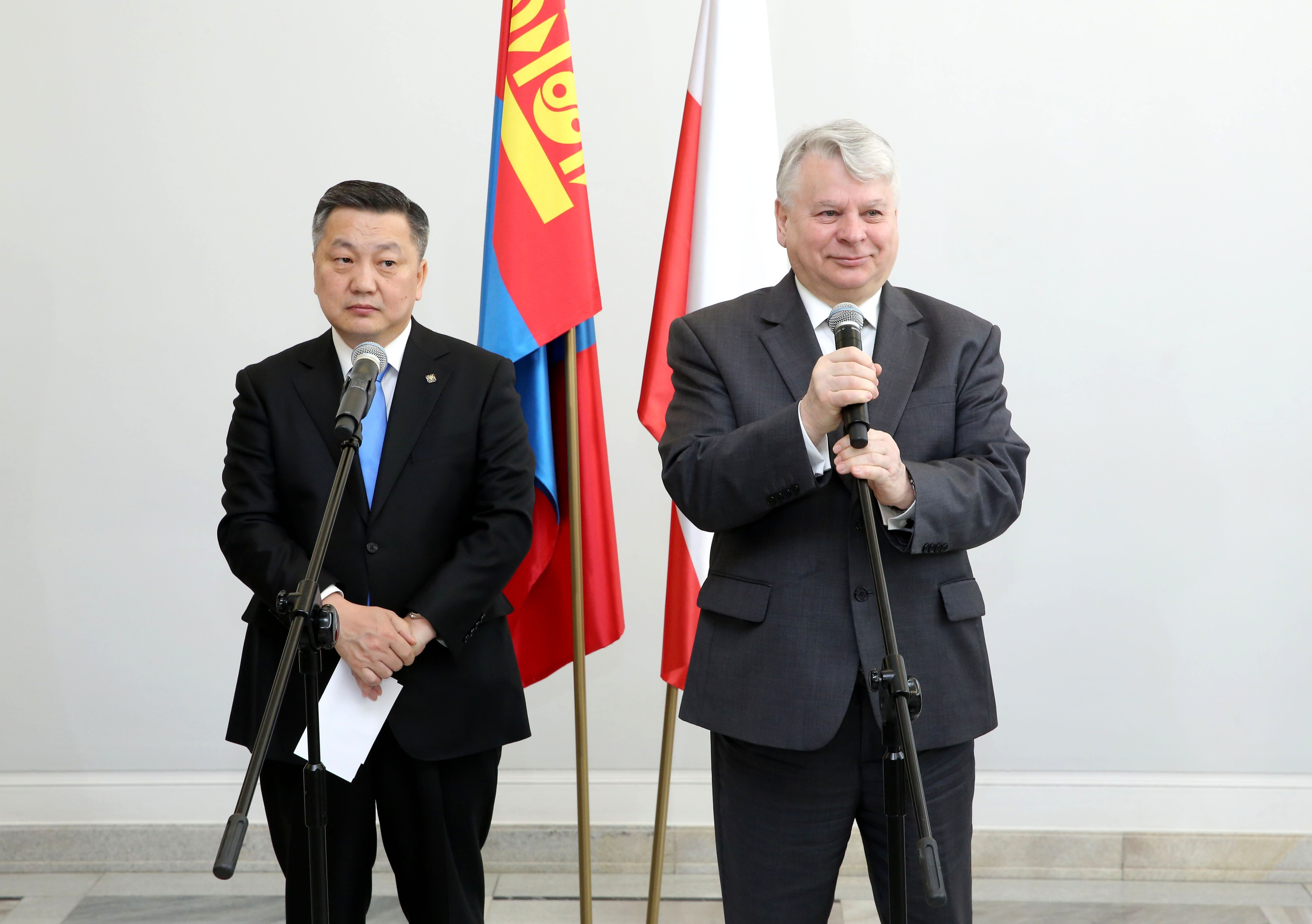
Przewodniczący Wielkiego Churału Państwowego Mongolii Zandaakhuu Enkhbold i Marszałek Senatu Bogdan Borusewicz w Senacie RP
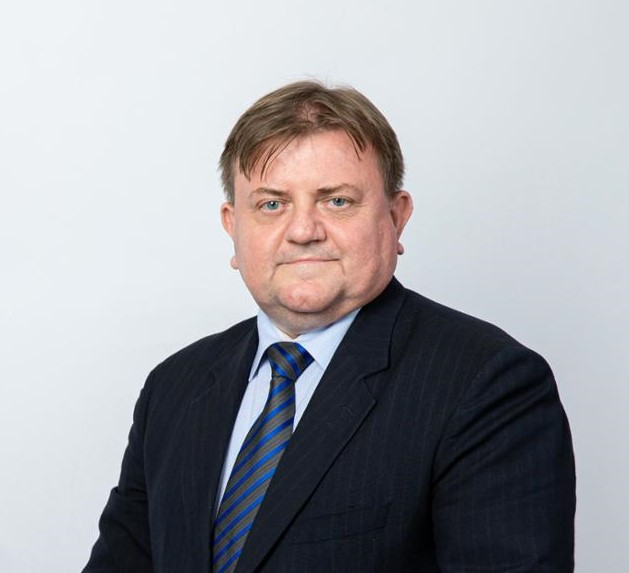
Krzysztof Bojko - obecny ambasador RP w Mongolii
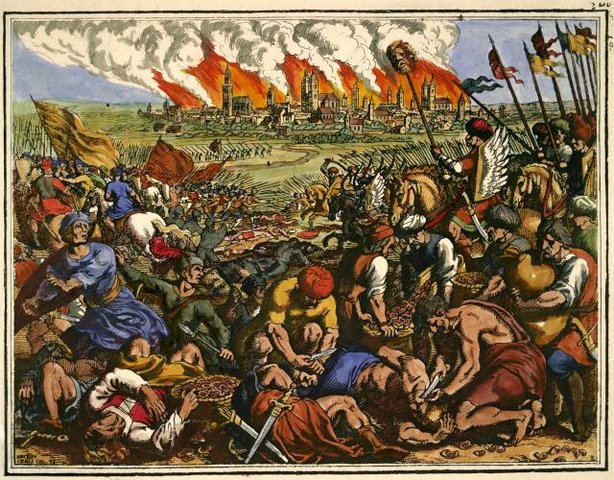
Bitwa pod Legnicą (1241)